# Паненские скалы (заповедник)
Пане́нские скалы, просторечное название — Во́льские скалы, Пши́гжиб (пол. Panieńskie Skały, Wolskie Skały, Przygrzyb) — заповедник в Польше в западной части Кракова на территории Белянско-Тынецкого ландшафтного парка.

## География
Заповедник находится в северной части холмистой системы под названием «Пасмо-Совиньца» в Вольском лесу со стороны краковского района Воли-Юстовской.

## История
Заповедник «Паненские скалы» был основан в 1953 году для охраны глубокого ущелья под названием «Вольски-Дол». Дно ущелья называется «Тропинкой Грабовского» и названа в честь автора первого путеводителя по Кракову и его окрестностям Амброзия Грабовского. Он же в 1822 году дал этим скалам их современное название. Участок в верхней своей части имеют форму ворот и названы «Воротами Вольского Дола». Это название им дали монахини-норбертанки из соседнего монастыря в краковском районе Сальватор. В этих скалах в 1241 году монахини скрывались от нашествия татар на Краков. Согласно местной легенде скалы укрыли монахинь, закрыв их от надругательства татарами. По другой версии монахини укрылись в одной из скальных пещер. В память о предполагаемом чуде здесь была поставлена статуя Пресвятой Девы Марии.
Поблизости от заповедника находилась деревянная Церковь Пресвятой Девы Марии Королевы Польшицерковь Пресвятой Девы Марии Королевы Польши, в которой снимались последние сцены фильма «Потоп» режиссёра Ежи Гофмана. Эта церковь сгорела в ночь с 5 на 6 апреля 2002 года.

## Описание
Площадь заповедника составляет 6,41 га. Верхняя часть этого ущелья покрыта лесом, а нижняя часть оголена отвесными скалами, высота которых составляет от нескольких до десятков метров.
Склоны заповедника покрыты естественным буковым лесом с участками дуба, сосны, граба, клёна и цветущего плюща. Старейшие деревья возрастом около 160 лет произрастают в Вольском лесу. Деревья сохранились благодаря покупке в 1917 году этого участка Сберегательной кассой города Кракова. В подлеске произрастают ветреница дубравная, пролесник многолетний, селезёночник очерёднолистный, фиалка Ривинуса, медуница неясная, печёночница благородная, копытень европейский, ландыш и волчеягодник обыкновенный.

## Туризм
Через заповедник проходит пеший туристический маршрут от Аллеи Каштановой через аллею Паненских скал до самой высокой точки Вольского леса и далее до Краковского зоопарка.

## Источник
- Encyklopedia Krakowa. Warszawa — Kraków: Wydawnictwo Naukowe PWN, 2000, ISBN 83-01-13325-2.
- Beata Konopska, Michał Starzewski: Kraków w biegu — atlas miasta. Polskie Przedsiębiorstwo Wydawnictw Kartograficznych im. Eugeniusza Romera.